# マルタン・オングラ
マルタン・オングラ（Martin Hongla, 1998年3月16日 - ）は、カメルーン・ヤウンデ出身のサッカー選手。グラナダCF所属。カメルーン代表。ポジションはミッドフィールダー。

## 経歴

### クラブ
元スイス代表のブレイズ・ヌクフォがオーナーを務めるヌクフォ・アカデミー・スポーツ（Nkufo Academy Sports）で育ち、2016年の夏にスペイン・ラ・リーガのグラナダCFに加入した。2016-17シーズンはセグンダ・ディビシオンB（3部リーグ）に所属するBチームのクルブ・レクレアティーボ・グラナダで出場を重ねる中、2017年1月28日のラ・リーガ第20節のビジャレアル戦で先発しトップチームにデビューした。
2018年1月16日、FCバルセロナBに買取りオプション付きの6月30日までのレンタル移籍で加入した。
2019年1月28日、ウクライナのFCカルパティ・リヴィウに12月31日までのレンタル移籍で加入した。
2019年7月3日、カルパティ・リヴィウへのレンタルを早期に打ち切り、ベルギーのロイヤル・アントワープFCに完全移籍で加入した。
2021年7月9日、イタリア・セリエAのエラス・ヴェローナFCにレンタル移籍で加入した。8月21日の開幕節のサッスオーロ戦で先発しセリエAにデビュー。2022年5月21日に行われた最終節のラツィオ戦で後半31分に初得点を決めた。
2024年1月12日、グラナダCFへ完全移籍し、2年半契約を結んだ。

### 代表
2020年11月16日にアウェイで行われたアフリカネイションズカップ2021予選のモザンビーク代表との試合でカメルーン代表にデビューした。2022年の1月から2月にかけて行われ、カメルーンが3位入賞を果たしたアフリカネイションズカップ2021本選では4試合に出場した。

## 代表歴

### 出場大会
- カメルーン代表
  - 2022 FIFAワールドカップ

### 試合数
- 国際Aマッチ 22試合 0得点（2020年-）[9]

| カメルーン代表 | 国際Aマッチ | 国際Aマッチ |
| 年             | 出場        | 得点        |
| -------------- | ----------- | ----------- |
| 2020           | 1           | 0           |
| 2021           | 10          | 0           |
| 2022           | 10          | 0           |
| 2023           | 1           | 0           |
| 2024           |             |             |
| 通算           | 22          | 0           |

## タイトル
アントワープ
- ベルギーカップ 2019-20